# Deville-Gletscher
Der Deville-Gletscher ist ein Gletscher an der Danco-Küste des Grahamlands im Norden der Antarktischen Halbinsel. Er fließt entlang der Südseite der Laussedat Heights westwärts  zur Andvord Bay.
Der Gletscher ist erstmals namenlos auf einer argentinischen Landkarte aus dem Jahr 1952 verzeichnet. Das UK Antarctic Place-Names Committee benannte ihn am 23. September 1960 nach dem französisch-kanadischen Entdecker und Kartograf Édouard Gaston Deville (1849–1924), der ab 1888 photogrammetrische Methoden zur Vermessung Kanadas einführte und verbesserte.